# Römerite
La römerite è un minerale.